# Scaphechinus tenuis
Scaphechinus tenuis is een zee-egel uit de familie Scutellidae.
De wetenschappelijke naam van de soort werd in 1898 gepubliceerd door Yoshiwara.